# Mučenka pletní

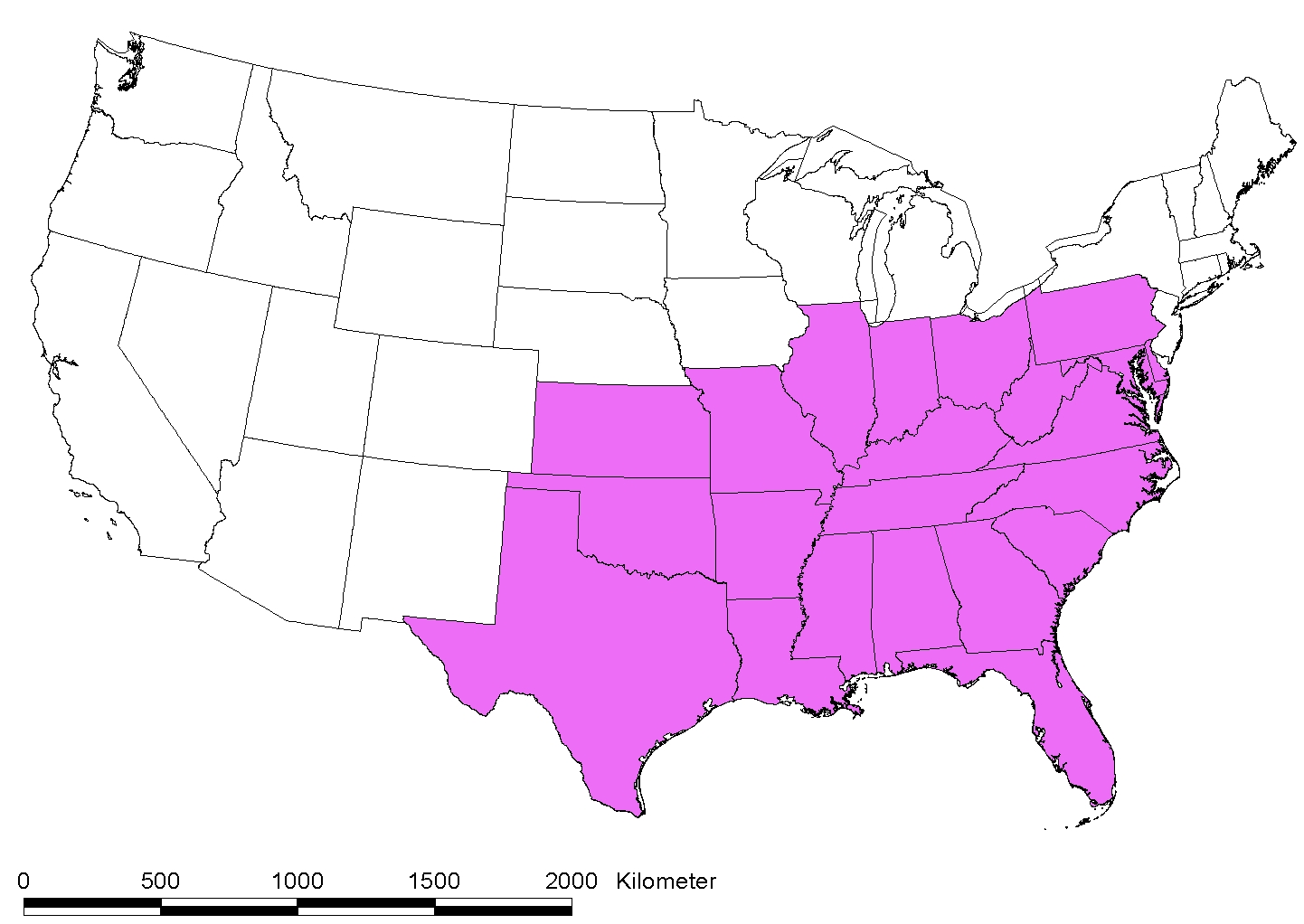
Výskyt

Mučenka pletní (Passiflora incarnata) je rychle rostoucí vytrvalá popínavá rostlina s velkými květy. Běžně roste na jihu Spojených států. Čerokíové v Tennessee ji nazývali Ocoee. Je po ní pojmenována řeka (Ocoee River); patří mezi národní divoce rostoucí rostliny státu Tennessee.
Stonky mohou být hladké nebo ochmýřené, dlouhé, popínavé s mnoha úponky. Listy jsou střídavé, dlanitě složené, trojlaločnaté, výjimečně až pětilaločnaté; měří od 6 do 15 cm. Mají dvě charakteristické žlázky na bázi a na řapíku.
Květ má pět modrobílých okvětních lístků, bílou a fialovou korunu. Květy jsou hmyzosprašné, nejčastěji jsou opylovávány čmeláky a včelami; jsou autosterilní. Mučenka vykvétá během července.
Masité plody (nazývané maypop) jsou oválné bobule velikosti slepičího vejce. Zpočátku jsou zelené, během dozrávání se zbarvují do žluta až oranžova. Jsou potravou pro larvy mnoha druhů motýlů.
Mučenka pletní se nejčastěji vyskytuje na neudržovaných místech, u koryt řek, blízko neposečených pastvin, podél cest a železničních tratí, kde popíná křoviny. Daří se jí na prosluněných místech, těžko bychom ji hledali na stinných místech. V České republice se pěstuje ve sklenících, zimních zahradách nebo v bytech.

## Využití v léčbě a domácnosti
Tradičně se využívá celá rostlina, ať čerstvá, nebo sušená; užívá se k léčbě nervového napětí a nespavosti. Klinická studie prokázala, že podávána ve formě čaje může subjektivně zlepšit kvalitu spánku.. Z plodů se vyrábí džem nebo se využívají jako náhrada marakuji.

## Obsahové látky
- alkaloidy
- harmol
- harman
- harmin
- kvercetin
- isovitexin
- harmalin
- flavonoidy
- vitexin
- luteolin
- kaepferol
- sitosterol
- stigmasterol
- tyrosin
- umbelliferon